# Wildenau (Selb)
Wildenau je pohraniční německá vesnice, místní část města Selb v zemském okrese Wunsiedel im Fichtelgebirge v Bavorsku. Má přibližně 100 obyvatel.
Nachází se zde bývalý hraniční přechod, který však nesl označení Aš-Selb. Jedná se o nejfrekventovanější hraniční přechod (s Německem) v České republice a i v Bavorsku. Wildenau je státní hranici tak blízko, že s Aší tvoří téměř jeden celek.

## Geografie
Wildenau leží v bavorském okrese Wunsiedel im Fichtelgebirge, přibližně 4 kilometry severoseverovýchodně od Selbu v nadmořské výšce 637 metrů. Na severovýchodě sousedí s vesnicí Lauterbach, na východě s Erkersreuthem a na severovýchodě sousedí s českou Aší, kde je od sebe dělí státní hranice (a ašský obchvat).

## Historie
První písemná zmínka o Wildenau pochází z roku 1372, kdy vesnici od chebských odkoupil Konrád z Neubergu (Podhradí). V roce 1395 získali vesnici Zedtwitzové, a Wildenau se tak stala součástí rozsáhlého majetku Zedtwitzů na Ašsku.
V roce 1818 vytvořilo Wildenau spolu s vesnicí Lauterbach jednotnou obec, která byla přiřazena k selbskému zemskému soudu. 1. listopadu 1865 byla otevřena železniční dráha z Aše do Selbu, která vedla přes Wildenau. V roce 1945 bylo Wildenau přifařeno k sousednímu Erkersreuthu. Hraniční přechod s Aší byl uzavřen, a Wildenau se stalo pohraniční okrajovou vesnicí, kterou ještě nějakou dobu projížděli nákladní vlaky.
V roce 1965 zde byla uzavřena jednotřídní škola, a děti od té doby navštěvují školu v sousedním Erkersreuthu.
Do roku 1972 spadala obec Wildenau-Lauterbach do zemského okresu Rehau. Od 1. července toho roku však přestal okres Rehau existovat, a jeho území bylo začleněno do zemských okresů Hof a Wunsiedel im Fichtelgebirge. Wildenau se stalo součástí okresu Wunsiedel i. F. V roce 1978 byl však zrušen status obce Wildenau-Lauterbach, a obě vesnice se stali místními částmi města Selb.
1. července 1990 byl opět otevřen hraniční přechod mezi Aší a Wildenau (značený však jako Aš-Selb). Po roce 2000 začali česká i německá strana také diskutovat o opětovném otevření železnice Aš-Selb. Stavební práce byly v lednu 2013 zahájený.
V intraviliánu obce se nachází mnoho méně či více zachovalých dřevěných budov. V nejstarší části obce se nachází hasičská zbrojnice s válečnou památnou deskou.

## Galerie

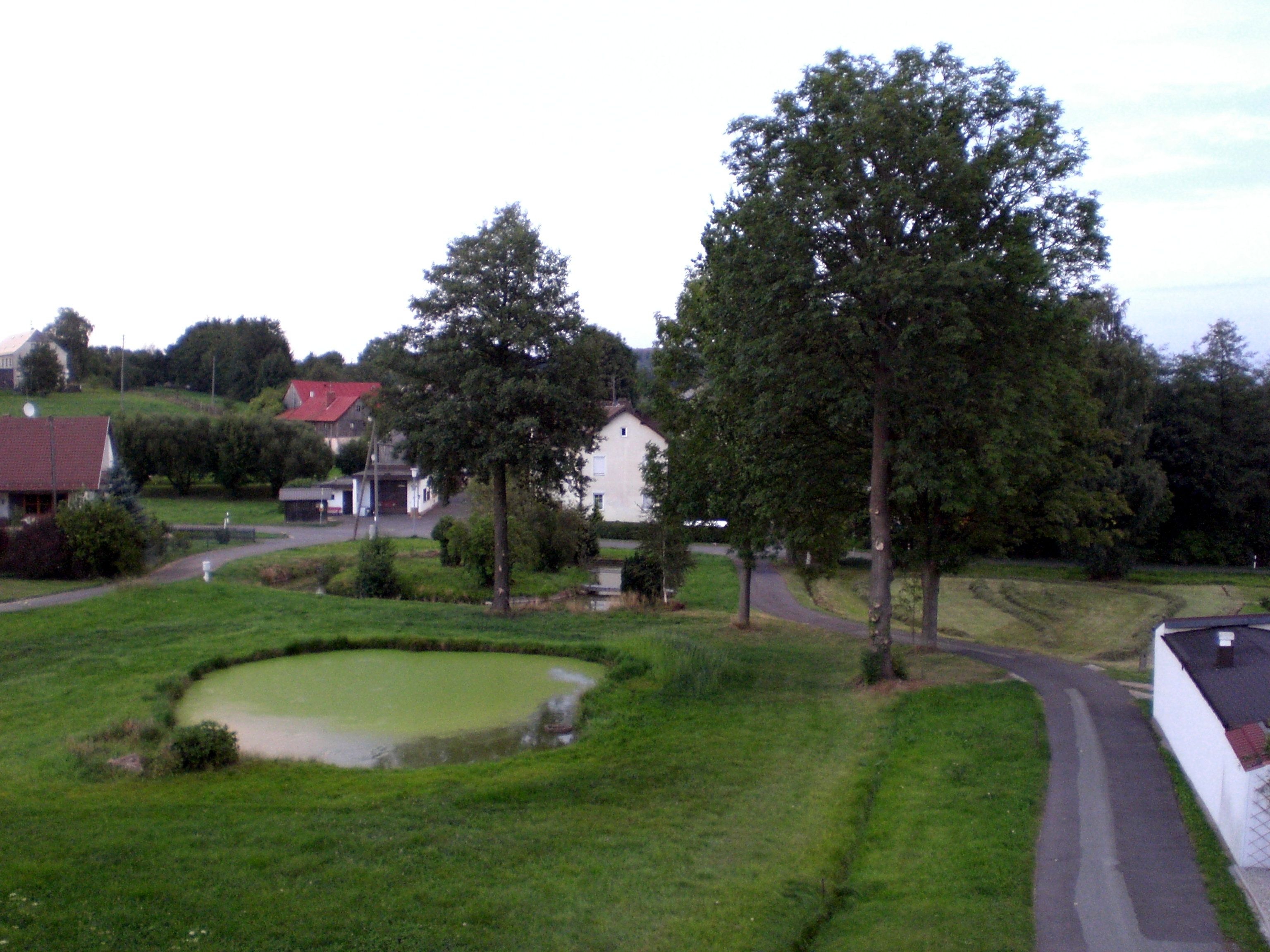
Pohled ze severu.
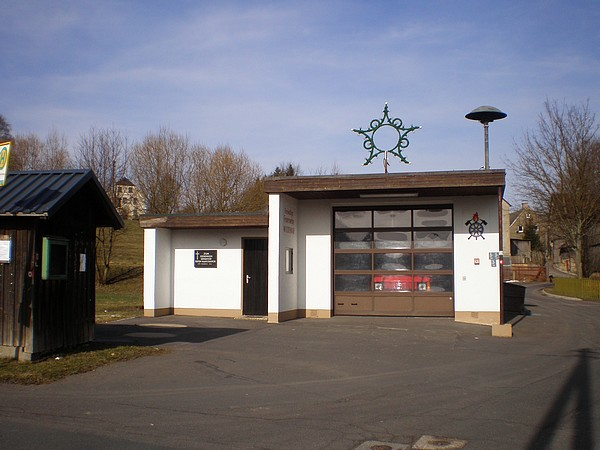
Hasičská zbrojnice s válečnou památnou deskou.
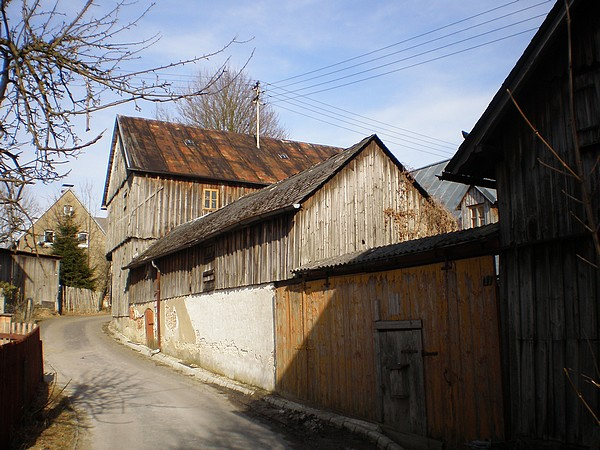
Jedna z mnoha dřevěných budov v obci.